# Politoffizier
Politoffizier (auch Politkommissar oder Politruk) war eine militärische Dienststellung in Streitkräften sozialistischer Staaten mit einem politischen Auftrag. Im Sinne der marxistisch-leninistischen Parteidoktrin hatte er die Aufgabe, die Erziehung zur sozialistischen Persönlichkeit der Offiziere und Soldaten zu gewährleisten und dabei sicherzustellen, dass diese stets einen „klaren Klassenstandpunkt“ vertraten.
Neben dem regelmäßigen und obligatorischen Politunterricht der Soldaten sorgten Politoffiziere in turnusmäßigen Leitungssitzungen dafür, dass auch im Offizierskorps sozialistischer Armeen die Parteilinie vergegenwärtigt und entsprechend umgesetzt wurde.
In manchen Armeen und zu bestimmten Zeitepochen konnten die Befehlshaber keine Entscheidungen ohne die Zustimmung des Politoffiziers treffen.

## Geschichte
Die Institution des Politkommissars stammt aus dem russischen Bürgerkrieg. In der 1918 geschaffenen Roten Armee wurden viele ehemals zaristische Offiziere mit Kommandofunktionen betraut, auf deren Loyalität sich die Sowjetmacht nicht unbedingt verlassen wollte. Der Politkommissar sollte diese Kommandeure überwachen und nötigenfalls Verrat verhindern. Zugleich war er für die politische Arbeit und die Erziehung der Soldaten zuständig. Als Politkommissare wurden klassenbewusste Arbeiter, hauptsächlich Kommunisten, aber bis zum Sommer 1918 auch linke Sozialrevolutionäre bestellt.
Außerdem war der Politkommissar für die Jugend-, Agitations-, Kultur- und Sportarbeit in den Stäben, Truppenteilen und Einheiten zuständig.
Nach dem Ende des Zweiten Weltkrieges wurde die Institution des Politkommissars auch in den Armeen des Warschauer Paktes eingeführt. Sie existiert bis heute in der chinesischen Volksbefreiungsarmee.

## Politkommissare in der Sowjetunion
Jedem Verband der Roten Armee ab der Bataillonsebene wurde ein Politkommissar zugeteilt, der die Autorität besaß, Befehle von Kommandeuren aufzuheben, die gegen die Prinzipien der KPdSU verstießen. Dies verminderte zwar einerseits die militärische Effizienz, was unter anderem im Winterkrieg 1939/40 katastrophale Folgen für die Rotarmisten hatte, stellte aber andererseits die politische Zuverlässigkeit der Armee gegenüber der Partei sicher. Auf Kompanieebene waren keine Kommissare, sondern Politleiter (Politruk von russisch политический руководитель polititscheski rukowoditel) vorhanden.
Die Politoffiziere der Roten Armee wurden in zwei Kategorien aufgeteilt:
1. als Politleiter in einer Kompanie, Staffel oder einer gleichgestellten Einheit der Streitkräfte der Sowjetunion, die aus den Reihen der KPdSU ernannt wurden, um die Armeeangehörigen im Sinne der Politik der Partei zu instruieren. Die Dienststellung wurde 1919 auf Befehl des Revolutionären Kriegsrates der Russischen SFSR eingeführt. Sie bestand von 1919 bis 1924, von 1937 bis 1940 sowie von Juli 1941 bis Oktober 1942.
2. als Dienstgrad von Politkommissaren sämtlicher Waffengattungen der Streitkräfte der Sowjetunion von 1935 bis 1942, der dem Dienstgrad Oberleutnant entsprach.

Auf höheren Führungsebenen fungierten während des Deutsch-Sowjetischen Krieges prominente Mitglieder der KPdSU als Mitglied des Militärrats, um den Einfluss der Partei auf die Armee sicherzustellen. So waren z. B. Leonid Iljitsch Breschnew, Nikita Sergejewitsch Chruschtschow und Andrei Alexandrowitsch Schdanow Mitglieder des Militärrats von Fronten und Armeen.
Im Krieg gegen die Sowjetunion galt ab 6. Juni 1941 in der deutschen Wehrmacht der Kommissarbefehl zur Liquidierung der Politkommissare. Auch nachdem dieser Befehl am 6. Mai 1942 formal ausgesetzt wurde, wurden viele Politkommissare in den Konzentrationslagern gezielt ermordet.
Auf U-Booten und Kriegsschiffen der Sowjetischen Marine hatte der Politoffizier zusammen mit dem Kommandanten die Schlüssel zu den Abschussvorrichtungen der Atomwaffen und damit auch die Verantwortung dafür.

## Politkommissare im Spanischen Bürgerkrieg
Während des Spanischen Bürgerkriegs spielten Politkommissare vor allem in den Internationalen Brigaden eine wichtige Rolle. Der Schriftsteller Kurt Stern war zeitweilig Politkommissar der XI. Internationalen Brigade, Gustav Regler übte diese Funktion in der XII. Internationalen Brigade aus. Die vielfach von den Kommunisten gestellten Politkommissare fungierten jedoch häufig als verlängerter Arm der Sowjetunion und waren für Säuberungsaktionen auf spanischem Boden verantwortlich. Einer der bekanntesten Politkommissare im Spanischen Bürgerkrieg war Hans Beimler, der dem Thälmann-Bataillon angehörte.

## Politoffiziere in der DDR
Die Politoffiziere der DDR hatten keinerlei Einspruchsrecht bei Befehlen des jeweiligen Kommandeurs. Allerdings waren sie nach einer Innendienstvorschrift der KVP [DV-10/3, 1953] zunächst „der direkte Vorgesetzte des gesamten Personalbestandes“ der Einheit, in der sie eingesetzt waren. Sie waren also allein dem Chef der Politischen Verwaltung unterstellt und somit einer zur eigentlichen Befehlskette parallelen unterworfen. Wegen anhaltender Probleme und Unklarheiten über Kompetenzen zwischen Parteiorganen, Politorganen und den eigentlichen militärischen Leitern kam es bald zu mehreren Änderungen und zu Verschiebungen von Einfluss und Abhängigkeiten [„Über die Rolle der Partei in der NVA“; 14. Januar 1958; „Bestimmungen für die Arbeit der Politorgane der NVA“, Juni 1958; Innendienstvorschrift Februar 1959].
In der DDR erfolgte die Ausbildung der Politoffiziere bis 1983 als Zusatzstudium. Der künftige Politoffizier wurde also zuerst an einer der Offiziershochschulen zum Truppenoffizier ausgebildet. Daran schloss sich eine mindestens einjährige Tätigkeit als Offizier (zumeist als Zugführer) an. Erst danach begann eine 10-monatige Ausbildung an der Militärpolitischen Hochschule (MPHS) „Wilhelm Pieck“ in Berlin-Grünau.
Ab dem 1. September 1983 erfolgte die Ausbildung zum Politoffizier in einem vierjährigen Direktstudium an einer der Offiziershochschulen (OHS) der NVA. Nach dem Abschluss (Ernennung zum Leutnant und Verleihung des Grades Diplomgesellschaftswissenschaftler) wurde der Politoffizier als Stellvertreter des Kommandeurs für politische Arbeit oder als hauptamtlicher FDJ-Sekretär im Bataillon eingesetzt.
Prominente Beispiele für heute in gehobener Position in der Bundesrepublik tätige, ehemalige DDR-Politoffiziere bzw. Offiziersschüler sind Holger Hövelmann, ehemaliger Innenminister von Sachsen-Anhalt (2006–2011) und der frühere Landesdatenschutzbeauftragte Mecklenburg-Vorpommerns, Karsten Neumann. Der ehemalige Politoffizier Sven Hüber hatte 2005 und 2006 den Autor Roman Grafe und mehrere Printmedien verklagt, die über seine Tätigkeit als Politoffizier berichteten. Das Kammergericht Berlin entschied mit Urteil vom 19. März 2007, dass er „seinen Anspruch auf Anonymität angesichts seines wiederholten Auftretens in der Öffentlichkeit mit Vorträgen und Filmberichten nicht geltend machen“ könne.

## Sonstiges
Ende 1943 wurde in der Wehrmacht die Funktion des nationalsozialistischen Führungsoffiziers eingeführt, mit anderen Befugnissen, aber ähnlicher Zielsetzung.
In seltenen Fällen setzte die Wehrmacht Politoffiziere ein. So den späteren Bundesminister Theodor Oberländer im ukrainischen Bataillon Nachtigall, das auf Seiten der Deutschen im Zweiten Weltkrieg gegen die Sowjetunion kämpfte.

## Politoffiziere heute

### Kommissare in der Volksbefreiungsarmee Chinas
Die Volksbefreiungsarmee Chinas, und ihre Vorgängerorganisation, unterhält seit ihrer Gründung im Jahre 1927 ein organisiertes System an politischen Kommissaren, welches auf dem der Sowjetunion basiert. In diesem System wird zwischen militärischen Offizieren (Silingyuan) und politischen Kommissare (zhengzhi weiyuan) unterschieden. Politische Kommissare spielen eine bedeutende, wenn auch komplexe Rolle. Im Allgemeinen hat der militärische Befehlshaber die Aufgabe, die politischen Ziele der Kommunistischen Partei Chinas (KPCh) und der Volksrepublik China zu erfüllen. Der politische Kommissar ist hingegen damit beauftragt, die politische Ziele der KPCh in der Volksbefreiungsarmee zu erfüllen. Während der eine Kommandeur also mit den militärischen Angelegenheiten betraut ist, dem Führen und Leiten von Truppen in Kriegs- und Friedenszeiten, Entwicklung und Aufrechterhaltung der Kampfbereitschaft, ist die Institution der politischen Kommissare mit der Verbreitung der politischen Ansichten der KPCh in der Volksbefreiungsarmee und der Aufrechterhaltung der absoluten Kontrolle der Partei über die Armee beauftragt.

### Politische Offiziere in den Streitkräften Russlands
Am 30. Juli 2018 wurde per Dekret von Russlands Präsidenten Putin die militärpolitische Hauptdirektion (MPD) der Streitkräfte der Russischen Föderation (GVPU) eingerichtet. Diese wurde aus der Hauptdirektion für Personalführung der Streitkräfte der Russischen Föderation und der Hauptdirektion für Bildungsarbeit der Streitkräfte der Russischen Föderation, geschaffen. Diese beiden Direktionen waren nach der Auflösung der Sowjetunion und den verschiedenen Reformen der Streitkräfte Russlands verkleinert worden.
Laut dem Leiter der neuen MPD, Andrei Walerjewitsch Kartapolow, besteht das Hauptziel dieser Organisation heute darin, „einen Krieger-Staatsmann zu bilden, einen zuverlässigen und loyalen Verteidiger des Vaterlandes, einen Träger der traditionellen spirituellen und moralischen Werte der russischen Gesellschaft: Spiritualität und Patriotismus.“